# Андре Гоміш (футболіст, 2004)
Андре́ Ноге́йра Го́міш (порт. André Nogueira Gomes; нар. 20 жовтня 2004) — португальський футболіст, воротар клубу «Бенфіка», який на правах оренди виступає за «Алверку».

## Клубна кар'єра

### «Бенфіка»
Вихованець команд «Академіка Понте-де-Ліма» і «КФТ де Брага», а 2016 року приєднався до академії лісабонської «Бенфіки». 8 грудня 2020 року підписав з «Бенфікою» свій перший професіональний контракт. 7 жовтня 2021 року англійська газета The Guardian назвала його одним з 60-ти найкращих футболістів світу 2004 року народження. У сезоні 2021–22 з молодіжною командою «Бенфіки» (до 19 років) виграв Юнацьку лігу УЄФА та Міжконтинентальний кубок.
22 січня 2023 року дебютував за резервну команду в матчі Терсейра-ліги проти «Порту Б». 3 лютого 2023 року продовжив контракт з клубом до 2028 року.  
23 квітня 2025 року дебютував в основному складі «Бенфіки» в матчі Кубка Португалії проти «Тірсенсе», замінивши Самуела Соаріша. В червні 2025 року виступав на Клубному чемпіонаті світу в США. На турнірі був запасним, а його команда дійшла до 1/8 фіналу, де поступилась англійському «Челсі».

#### Оренда в «Алверку»
11 липня 2025 року відправився в сезонну оренду в «Алверку», що за підсумками попереднього сезону підвищилась в класі. 10 серпня дебютував за нову команду в матчі Прімейра-ліги проти «Морейренсі», вийшовши в стартовому складі.

## Кар'єра в збірній
Виступав за збірні Португалії до 15, до 16, до 18, до 19 і до 20 років.  

## Статистика виступів
Станом на 17 серпня 2025
| Клуб              | Сезон             | Чемпіонат         | Чемпіонат | Чемпіонат | Кубок | Кубок | Кубок ліги | Кубок ліги | Єврокубки | Єврокубки | Інші  | Інші | Всього | Всього |
| Клуб              | Сезон             | Дивізіон          | Матчі     | Голи      | Матчі | Голи  | Матчі      | Голи       | Матчі     | Голи      | Матчі | Голи | Матчі  | Голи   |
| ----------------- | ----------------- | ----------------- | --------- | --------- | ----- | ----- | ---------- | ---------- | --------- | --------- | ----- | ---- | ------ | ------ |
| Бенфіка Б         | 2022–23           | Терсейра-ліга     | 13        | –23       | —     | —     | —          | —          | —         | —         | —     | —    | 13     | –23    |
| Бенфіка Б         | 2023–24           | Терсейра-ліга     | 16        | –24       | —     | —     | —          | —          | —         | —         | —     | —    | 16     | –24    |
| Бенфіка Б         | 2024–25           | Терсейра-ліга     | 31        | –37       | —     | —     | —          | —          | —         | —         | —     | —    | 31     | –37    |
| Бенфіка Б         | Всього            | Всього            | 60        | –84       | —     | —     | —          | —          | —         | —         | —     | —    | 60     | –84    |
| Бенфіка           | 2024–25           | Прімейра-ліга     | 0         | 0         | 1     | 0     | 0          | 0          | 0         | 0         | 0     | 0    | 1      | 0      |
| → Алверка         | 2025–26           | Прімейра-ліга     | 2         | –5        | 0     | 0     | 0          | 0          | —         | —         | —     | —    | 2      | –5     |
| Всього за кар'єру | Всього за кар'єру | Всього за кар'єру | 62        | –89       | 1     | 0     | 0          | 0          | 0         | 0         | 0     | 0    | 63     | –89    |

## Досягнення
«Бенфіка» (мол.)
- Переможець Юнацької ліги УЄФА: 2021–22[18]
- Володар Міжконтинентального кубка (до 20 років): 2022[19]